# 医龍-Team Medical Dragon-
『医龍-Team Medical Dragon-』（いりゅう チームメディカルドラゴン）は、永井明原案、吉沼美恵医療監修、乃木坂太郎作画による日本の青年漫画。医療を題材とした作品で、一般に『医龍』の部分だけで呼称される。『ビッグコミックスペリオール』（小学館）にて、2002年10号から2011年4号まで連載。第50回（平成16年度）小学館漫画賞（一般向け部門）受賞作品。2011年1月時点で累計発行部数は1000万部を突破している。
作品を織り成す魅力的な登場人物、医療ミス、抗がん剤治療、院内感染、内科と外科の対立、チーム医療、医局制度と現在医療を取り巻く諸問題を告発する物語である。
当初は医師・医療ジャーナリストである永井明の原作でスタートしたが、2004年7月7日、肝臓がんにより永井が死去。その後は、吉沼美恵を医療監修に据え、乃木坂が完結まで書き上げた。

## あらすじ
天才的な技術を持つ外科医・朝田龍太郎は、医療支援NGOで「医龍 (Team Medical Dragon)」と呼ばれた伝説の医療チームを率いるほどの、世界でも指折りの救急医療の腕を持っていた。しかし、かつての上司や同僚からの反発にあい、全国の病院に朝田を受け入れないように通達が行き渡り、日本に帰国した彼を受け入れる病院はなかった。
医師を辞めて東北の寒村に隠れ住むように暮らす朝田を、明真大学医学部助教授の加藤晶が訪ねて来る。心臓の難手術であるバチスタ手術論文を成功させて自分の教授選出を図り、今の大学医療を改革するため、朝田をスカウトに来たのだ。当初、「自分はもう医者ではない」と言い張って朝田は拒否するが、加藤による説得や、気胸で倒れた同僚の里原ミキの救命救急処置を通して医師としての情熱を蘇らせ、心臓外科医として復帰する。
明真大学医学部教授の野口賢雄らが支配する封建的な病院体制の中、朝田は研修医の伊集院を鍛えながら、外科医嫌いの内科医 藤吉、守銭奴の麻酔科医 荒瀬をはじめとする優秀なメンバーを揃え、次々と難手術を成功に導く。
医局の権威を無視する朝田を警戒する野口は、朝田を招いた責任を取らせるため、加藤の追放と自身の後任候補に朝田の最大のライバルである北日本大学心臓外科医・霧島軍司の起用を決断する。だが、その霧島も明真で過ごすうちに人望を得て、ついには自身の派閥「霧島派」を立ち上げるに至る。
救急救命部を担当する明真大学医学部教授の鬼頭直人も、自身の改革案実現のため、世界的な腕前とコネクションを持つ国立笙一郎をアメリカから呼び寄せる。こうして、教授選はさまざまな陰謀と欲望を孕みながら、混迷の様相を呈していく。

## 主要登場人物
解説は漫画版による。

### バチスタチーム
バチスタ手術とは、重篤な心疾患である拡張型心筋症に対する左室形成術の1つとして考案された術式である。加藤によって、この難しい療法を広く確立する、画期的な成果をあげるための実動部隊として招集される。
朝田龍太郎（あさだ りゅうたろう）
本作品の主人公。熟達の腕を持つ外科医。かつては医療支援NGOで「医龍 (Team Medical Dragon)」と呼ばれた医療チームを率いていた。加藤のスカウトにより、明真大学付属病院の胸部心臓外科医となる。患者に接する態度はきわめて献身的かつ真摯であるが、手術中はモノとして扱い切るのが楽しいとのこと。私生活はズボラで、自宅のアパートは散らかしたまま放置している。度重なるスタンドプレーともとれる術法は人を魅了する反面、自分自身でバチスタチームの諸刃の剣となりかねないことを自称することもある。手術以外にもスタッフの育成には熱心で荒瀬や加藤に自立を促したり、特に伊集院に対しては（周囲には不真面目に見せかけているものの）目をかけており自身を危険に晒しても彼を成長させるなど献身を惜しまない。また、政治的な手腕についても非常に高いセンスを持ち、奇策を用いて加藤の危機を救い野口を出し抜くほど。その才能と存在感はミキをして「一緒に仕事をすると彼が神様のようになり周囲を無個性化させてしまう」と危険視され、自身も医局が自分の影響を受けることに対して気持ち悪さを覚えている。甘党でコーヒーも激甘であり、常に菓子を持ち歩き休日はケーキなどを食べ歩いている。
教授選挙の後は、ふたたび医療支援NGOへ参加することを表明している。
加藤晶（かとう あきら）
明真大学助教授にして、明真大学付属病院胸部心臓外科医。朝田が来るまでの胸部心臓外科のエース。自分の野心（バチスタ手術論文による教授昇進）のために朝田をスカウトする。出世街道をひたはしり窮地を政治力で乗り切ってきたキャリアウーマンだが、女らしい繊細な面や弱さも持ち合わせ、医師になりたてのころは当時の婦長だった奈良橋に自身の弱さを吐露する場面もあった。当初はスタッフを信用せず、独りよがりに手術をしていた。
朝田に少なからず惹かれていたようではあるが、内・外とも自分の好みではないことと、ミキの存在を理由に深く関わることを禁じていたようである。
伊集院登（いじゅういん のぼる）
心臓外科の研修医。現在の医局に嫌気がさしながらも、医局内での保身に腐心し、何事も無く過ごしていくことを第一に思うことなかれ主義だった。医局のやり方に合わない朝田に反発するも、彼の厳しい指導の下で腕を磨いていく。性格が手伝ってか、繊細な作業を得意とし加藤もその技術を認めている。中盤まではいつもストレスからか胃痛を抱えていて胃薬を常用していた。
一時はバチスタチームを離れて霧島の元で学んでいたこともあったが、それによって自らの理想の医師像を見つめなおし、改めてチームに戻る。霧島は伊集院を指導する心積もりでいたが、霧島に対して朝田の元へ戻ると告げた時は快く送り出された。
藤吉圭介（ふじよし けいすけ）
明真大学講師にして、明真大学付属病院循環器内科医。明真大学病院では珍しく、患者を第一に考える医者。真摯で誠実な人柄からか患者は勿論、他の医者や看護師からの評価も高い。先天的な心臓病を持つ樹里という名の娘がおり、自身もまた先天性心臓病の持ち主。朝田には「とっつあん」呼ばわりされている。朝田と伊集院には、発作を起こした際に緊急治療で命を救われており、自身のペースメーカー埋め込み手術も朝田に執刀させている。
現在は娘を東北にいる義理の父母の元に預け、単身赴任の形でバチスタチームに所属している。
荒瀬門次（あらせ もんじ）
明真大学付属病院救命救急部麻酔医で全身管理を司る麻酔のプロ。明真大学付属病院救命救急部に「手術一回につき100万円（論文絡みなら300万と跳ね上がるらしい）」という高額な報酬で雇われている。吸入麻酔を故意に吸い込み、酩酊状態になって遊ぶ悪癖を持っているが、その仕事ぶりは如何なる患者でも「ゆっくり数えて7つ」で麻酔を効かせ、的確な判断で生体肝移植のドナーの術中死を未然に食い止めるほどの腕前。麻酔薬の治験のために患者を死なせた過去を持ち、贖罪のために敢えて守銭奴を演じ、高価な酒で泥酔するなど悪役として振る舞っている。そのため、チームバチスタの中では最も精神が弱い人間であり、それを謀略に利用されることも。一時期、麻酔の世界的権威であるドクター・バウマンにミスをフォローされたことをきっかけに自信を喪失していたが、伊集院の心からの説得により立ち直る。その後は麻酔遊びをやめ、自分の腕が鈍らないうちに少しでも多くの若手を育てることを決意する。
里原ミキ（さとはら ミキ）
看護師。霧島軍司の異母妹（軍司の父の愛人の子）で、認知されて以降は軍司から高圧的に接されてきた。自身の進学希望先は北日本大ではなかったが、兄の命令により北日本大に進学。そこで必死にオペ看（器械出し）としての腕を磨き、医師の信用を勝ち得た。NGOに残った朝田の後を追って海外に渡り、医療支援NGOで共に働き、看護師の領域を超える外科医の技術すらも身につけて帰ってきた。初めてチームを組む執刀医でも、そのリズムや術式を瞬時に理解して順応することができるほどの優れた腕前を持つ。朝田に恋心を抱いており、親密な仲にある。

### 胸部心臓外科
野口教授を頂点とする明真大学医学部内の医局のひとつ。その実態は封建社会そのもので、権力が患者の人権を踏みにじり、医療ミス、そして癒着を固く隠蔽する。
野口賢雄（のぐち たけお）
明真大学付属病院胸部心臓外科教授にして、明真大学付属院胸部心臓外科医局長。丸眼鏡をかけている。常に王道を行く政治手腕で権力を一手に握り、ミスが起これば部下に責任をなすりつけ自分の保身を図る男。不気味そのものの存在感は計り知れないものがある。原田の手術を期に自身が教授候補としてつれてきた霧島との対立が深まり、その結果、絶対的だった医局内での影響力にかげりが見え始める。王者が弱い立場に立たされた一方で父親として、夫として、医者としての「人間・野口」が物語の中で描かれていくことになる。妻の咲江は祖父江とも親交あり。
息子・政之は東欧に勤める外交官で昔加藤と恋仲であり、加藤は野口らから医局で認められるようになった。策士で冷徹な反面、家族思いで子煩悩。女は家庭に入ってこそ幸せだという亭主関白的な思想ももっている。後に重篤な心臓疾患を抱えていることがわかり、加藤・霧島・国立の三派に自身の手術プランのプレゼンテーションをさせ、国立のステント手術をセレクトするが、この一件が大きな事件の引き金となる。ナポリタンを部下を引き連れて食べに行くことも。
霧島軍司（きりしま ぐんじ）
北日本大学心臓外科医。ミキの異母兄であり、北日本大学時代の朝田の先輩。加藤に対立する教授候補として明真大学に赴任する。政治的手腕に長けており、野口に警戒心を呼び起こさせるほど。かつては北日本大学心臓外科の若手のリーダーであった。当時朝田も無愛想ながらも霧島に信頼と期待を寄せていたが、一方で霧島は朝田に対して無自覚な嫉妬を抱えていた。後に霧島が医療ミスを犯してしまった際、その嫉妬と自己保身が引き金となり朝田に濡れ衣を着せ、結果として彼を北日本大から追放することとなる。皮肉にもこれが原因となって霧島は朝田への劣等感を自覚し、またそれを肥大化させていった。教授選では「凡人である医者を守る」というスローガンを掲げ戦う中で自身の「本当に欲する物」を知り、朝田に対する劣等感が消えるのと共に野口と対立することになる。自らの意思で霧島に師事した伊集院に目をかけており、伊集院が霧島の元を離れた後も大きな影響を与えている。
朝田に対する感情は愛憎入り混じった複雑なものであり、彼に対する強烈な執着が劇中における強い原動力となっている。当初は嫉妬や劣等感を払拭しようと教授になることで彼に勝とうと画策していたが、次第に自身の行動の真意が「どんなに歪んだ形であっても朝田との繋がりを取り戻したい」という一心であったことに気付く。霧島にとって朝田は劣等感と嫉妬の対象であると共に「（異母妹の存在により）失った家族との絆に代わるもの」として大切な存在であり、彼と決別してからは社会的成功を重ねても埋まらない心の隙間を抱えていた。それを自覚して以降は「朝田との絆」の証として伊集院の育成を望みマニフェストを曲げるが、そのために切り捨てようとした木原の想いを知り彼を助けることで朝田への歪んだ執着に一応の決着をつける。その後も朝田に対し「怪我をして腕を喪うくらいなら美しく死ぬ方が良いのではないか」と感じるなど才能への異様な感情は残るものの、自由に生きる彼の幸せを願える程度には心の整理がついている。
木原毅彦（きはら たけひこ）
明真大学助手にして明真大学病院胸部心臓外科医。当初は伊集院の指導医を務めていた。医局の権威を無視する朝田に敵意を抱く。小心者で優柔不断、小悪役ではあるが母親思いの優しい側面、教授選で最も不利と目される加藤派に属する伊集院を気遣う側面も描写されている。選挙管理委員に選ばれ、野口の歓心を引くために腐心していたが、後に霧島の人柄に惹かれて霧島派に転向。作品では（この物語における）平均的な医局員のイメージとして描かれる。スタイルの良いミキに好意を寄せているが全く相手にされていない。
沖秀之（おき ひでゆき）
胸部心臓外科医師で役職は講師。木原の指導医をつとめた。野口と癒着のあるメーカーが作る不良品ペースメーカーを採用し、そのペースメーカーの不具合で事故が発生。責任を取らされる形で系列病院へと異動になる。
岡島海（おかじま ひろし）
伊集院に年の近い先輩医師。ステロタイプな体育会的性格の持ち主で、当初は後輩である伊集院に高圧的に接していた。しかしそれゆえに他人の能力を素直にリスペクトする面も持ち合わせており、胸部心臓外科の中では朝田の外科技術や伊集院の成長を早い時点で認めていた。現在では自らの外科技術の低さを自覚しつつも腐らずに職務に取り組んでいる。
鱈淵純（たらぶち じゅん）
伊集院と同期の研修医。伊集院をいつも小馬鹿にするも、医師としての能力は極めて低く、いつも周りの足を引っ張る。プライドだけは高い。良くも悪くも空気を読めないため、周囲が気づいていないことに気づくこともある。
中田浩道（なかた ひろみち）
明真大学病院胸部心臓外科医。心臓外科の中では朝田、加藤につぐ腕利きであると同時に伊集院の腕を認めたり、朝田の技術に一目おくなど医局の中では公平な考えを持つ医師。教授選の最中でもどの派閥にも属さず、医局内の権力闘争を冷ややかに見ている。目立つことはないが確かな腕と医師としての誠実な信念を持ち、細かな出番が多い。
小暮義隆（こぐれ よしたか）
自らをロートル医師と卑下する反面、野口の影響力低下を意識するよう若手に説く臨床を中心とする研究畑の中年医師。
道元（どうもと）
野口の忠実な番犬と加藤に称された教授選の選挙管理委員。野口の影響力低下の中で海外留学を餌に国立に懐柔され、結果的に野口を裏切ることになる。
露木（つゆき）
野口の忠実な番犬と加藤に称された教授選の選挙管理委員。霧島と野口の対立色が鮮明になると野口を裏切り霧島へとなびくことになる。
脇田（わきた）
国立派。胸部心臓外科でも実力重視を望む実力派の医師。
井坂多岐子（いさか たきこ）
胸部心臓外科の女医。現在妊娠中。2度の流産経験があり、子供を待望する夫と子供を作れない女医の苦悩の板ばさみに悩み卑屈に振舞っていた。女を捨て、出世コースを突き進む加藤に対し憧れを抱いている反面、冷酷に振舞う彼女の姿に激しい憎悪を燃やしていたが、加藤と共に緊急オペを共に行う中で、彼女の信念を知って考えを改める。
別府（べっぷ）
胸部心臓外科の医師。子育てに悩むシングルファーザー。激務の外科医をこなす一方で幾度となく保育園、ベビーシッターに子供のことで呼び出されることに苦悩している。子供のために開業医として独立することを考えているが、臨床ができなくなることへ後ろ髪引かれる思いでいる。

### 救命救急部（ER）
明真大学病院が新しい経営スタイルを模索する上で最近新たに設立された部局。加藤が朝田をダシにアメリカから腕利きの医師である鬼頭直人を引き入れ、かなり自由な予算裁量権を与えるなど、明真大学も力を入れさせている。
鬼頭直人（きとう なおと）
明真大学病院救命救急部の責任者で、明真大学の理事会が救命救急部の成績を上げるためにアメリカのアイルトン大学から呼び寄せた外様教授。臨床における腕はかなり高いレベルにあり、朝田にも国立や加藤以上と評価される。日本の医療を変えるという野心に溢れた男で、その一環として「金になる医者」である朝田を救命救急部に引き入れようと画策する。一方で、朝田に対して精神的なつながりを求めている面があり、彼の揺さぶりに翻弄されたり策に乗ったり（自身にも利点があるとはいえ）と、冷静さを奪われることが多い。
国立笙一郎（くにたち しょういちろう）
UCLA（カリフォルニア大学ロサンゼルス校）元教授。明真大学胸部心臓外科教授選挙に出馬するために日本に帰国。明真大学病院救命救急部の鬼頭直人とは帝都大学医学部同期。現在、救急救命部助教授。高いカリスマ性と技術力を持つ。医局にアメリカンスタイルの実力主義を持ち込もうと考えている。世界中にコネクションがあり、優秀な医局員を世界へ派遣し明真大の技術力向上、ひいては日本医療界の改革を目指す。
一人息子を伴って帰国し、日本とアメリカの文化の長所を知った国際人になってほしいと願っているが、当の本人には苦手意識を持たれ、理解されていない。
権藤（ごんどう）
中学時代の鬼頭の後輩で彼を追う形で医師への道を志すことになる。かわいくないパンダのような顔（朝田談）をした救命救急部の医師。5人の子持ち。鬼頭に強い憧れの感情を抱いており、彼に対しては非常に従順。
バウマン
国立が明真に呼び寄せた世界的な麻酔医。荒瀬をも凌ぐ腕前を持つが、てんかんの持病がある。自身の技術を伝える後継者を育てられなかったため、発作を薬で抑えながら現場に立ち続けていた。しかし重要なオペの最中、抑え続けていた発作が再発してしまい、患者に適切な処置を施せずに現場を混乱させてしまう。以後は2度と手術室に立たないと決意し、荒瀬に「自身の技術を継ぐ後継者を育てないと、才能が無くなってもいつまでも天才を演じ続ける羽目になる」と助言する。
クレメンス
バウマンと同時期に国立が呼び寄せた世界的な医師で、かつては加藤と同じチームのNGOに所属し医療支援活動を行っていた。加藤は彼から朝田の評判を聞きつけ、その腕前を間近で見たことで、帰国後に朝田をスカウトすると決意する。バチスタチームの腕前をその目で見たことで、加藤の組閣力、医師を辞めていたはずの朝田の腕の冴え、そして伊集院の類稀なる才能に着目。とりわけ伊集院に関しては、「アメリカに留学させ、本格的な指導を受けさせれば素晴らしい医師となるだろう」と高く評価している。

### 教授会
医局員が足を踏み入れることを許されない、権力者たちの聖域。
祖父江真介（そふえ しんすけ）
明真大学病院・消化器外科教授。野口の政敵である。青医連の運動に最後まで残ったため医者になるのが遅れる、難易度の高い手術を教授自らが執刀するなど、野口と比較すると良く言えば正々堂々とした、悪く言えば手段を選んでしまう側面があり、それゆえ野口の後手を踏んでしまうことが多い。加藤の提案した選挙改革によって教授選における現教授の影響力が弱まったため、それをカバーするために野口と手を組むこととなった。
烏丸（からすま）
明真大学病院・循環器内科教授。患者の治療方針に関し藤吉と度々衝突。折を見て口実をつけ藤吉を飛ばすことを画策している。
大島（おおしま）
明真大学病院の若手教授。教授選改革に積極的。空気の読めない男で教授会の権力闘争からは無縁。その陰のない性格について鬼頭に心の中で「単細胞」と毒づかれたことも。
横光（よこみつ）
明真大学病院の産婦人科教授。

### 患者たち
作中、登場し登場人物たちにかかわってくる患者たち。
奈良橋文代（ならはし ふみよ）
明真大学における最初のバチスタ施術患者。以前、明真大学病院の婦長を務めており、新人だった加藤の面倒を見ていた。加藤の恩人の一人。加藤の判断に全幅の信頼を寄せている。
田原よしてる（たはら よしてる）
「田所博之」という偽名で入院しているVIP患者。鋭い目線で伊集院や霧島の性格を当てた元政治家。酒とタバコのやりすぎで重症状の心筋梗塞を患っている。血液型はAB型。彼の手術がその後の霧島、岡島、伊集院の歩む道へ大きな影響を与えることになる。あまり可愛くないおじいちゃん子の孫がいる。
野口政之（のぐち まさゆき）
胸部心臓外科教授・野口賢雄の息子にして助教授・加藤晶の元恋人。東欧に駐在する外交官で野口の自慢の息子。現在では妊娠中の妻がおり、一見幸せそうに見えるが、一方的に別れを告げられた加藤に対し未練があり、神経過敏な妻が自分の中では重い存在だと思っている。弱さを見せた時に自身の中に潜む加藤の幻影がたびたびあらわれ、彼を翻弄している。
国立真悟（くにたち しんご）
国立笙一郎の一人息子。親のエゴを押しつけられた教育は彼を殻に閉じ込めさせ、結果的に強い父親への劣等感を生んでしまう。アメリカ住まいが長く、日本語と英語を使いこなすことができ、時に暴力的な言葉を英語で投げかけるが、それも強い劣等感から来るものである。同じような境遇の霧島に一時は心を開いたかと思われたが、父の失敗を目にしたことを引き金にとんでもない事件を巻き起こす。

## 補足

### バチスタ手術
本作品のキーとなっているバチスタ手術（左室形成術の一術式）は、現実のバチスタ手術をモデルとしているが、その扱いは架空のものである。実際のバチスタ手術は、1980年代に開発されており、学会発表は1995年、日本での最初の施術は1996年、そして1998年には保険適用手術とされている。本作品における「バチスタ手術」は「難手術」の記号として使われているにすぎず、実際のバチスタ手術の紹介とはなっていないことに注意が必要である。考案したのはブラジル人のRandas J.V.Batista博士。日本では1996年12月2日に須磨久善医師によって初めて実行された。

### NGO
朝田が所属していたとされるNGOは、「国境なき医師団」「世界の医療団」などをモデルとしたものであり、戦地や災害地などでの医療支援を行うことを目的として活動している。両者とも日本にも支部を置いており、医師や看護師が参加しているほか、阪神淡路大震災・新潟県中越地震などの際には日本に対しても緊急医療支援を行っている。

### 「新バチスタ」について
作品の中で朝田が新バチスタとして行った「オーバーラッピング法」（Overlapping ventriculoplasty）は、バチスタ手術の改善術式として北海道大学病院循環器外科教授・松居喜郎（2006.4.1より赴任）が開発したもので有用な術式ではあるものの困難で危険性を伴う術式でもあり、アメリカ合衆国では禁止術式とされている。

## 書誌情報

### 単行本
- 乃木坂太郎 『医龍-Team Medical Dragon-』 小学館〈ビッグコミックス〉、全25巻
  1. 2002年11月1日初版第1刷発行、ISBN 4-09-186561-5
  2. 2003年3月1日初版第1刷発行、ISBN 4-09-186562-3
  3. 2003年6月1日初版第1刷発行、ISBN 4-09-186563-1
  4. 2003年11月1日初版第1刷発行、ISBN 4-09-186564-X
  5. 2003年12月1日初版第1刷発行、ISBN 4-09-186565-8
  6. 2004年8月1日初版第1刷発行、ISBN 4-09-186566-6
  7. 2004年12月1日初版第1刷発行、ISBN 4-09-186567-4
  8. 2005年4月1日初版第1刷発行、ISBN 4-09-186568-2
  9. 2005年9月1日初版第1刷発行、ISBN 4-09-186569-0
  10. 2006年2月1日初版第1刷発行、ISBN 4-09-186570-4
  11. 2006年5月1日初版第1刷発行、ISBN 4-09-180216-8
  12. 2006年11月1日初版第1刷発行、ISBN 4-09-180725-9
  13. 2007年4月4日初版第1刷発行、ISBN 978-4-09-181168-4
  14. 2007年8月4日初版第1刷発行、ISBN 978-4-09-181379-4
  15. 2007年12月5日初版第1刷発行、ISBN 978-4-09-181539-2
  16. 2008年3月5日初版第1刷発行、ISBN 978-4-09-181749-5
  17. 2008年6月4日初版第1刷発行、ISBN 978-4-09-181897-3
  18. 2008年8月4日初版第1刷発行、ISBN 978-4-09-182100-3
  19. 2008年12月31日初版第1刷発行、ISBN 978-4-09-182289-5
  20. 2009年3月4日初版第1刷発行、ISBN 978-4-09-182375-5
  21. 2009年10月5日初版第1刷発行、ISBN 978-4-09-182609-1
  22. 2010年2月3日初版第1刷発行、ISBN 978-4-09-183006-7
  23. 2010年7月5日初版第1刷発行、ISBN 978-4-09-183207-8
  24. 2010年11月3日初版第1刷発行、ISBN 978-4-09-183506-2
  25. 2011年3月3日初版第1刷発行、ISBN 978-4-09-183668-7

### My First BIG SPECIAL
- 医龍 龍の目覚め 2006年4月、ISBN 4-09-108476-1
- 医龍 定例教授会 2006年5月、ISBN 4-09-108495-8
- 医龍 動く心筋 2006年5月、ISBN 4-09-108501-6
- 医龍 看護師と医者 2006年6月、ISBN 4-09-108513-X

## テレビドラマ
2006年から坂口憲二主演でフジテレビ系にて放送開始。2014年までに4シリーズ製作された。